# Кипарисовик
Кипари́совик, або кипари́сик (Chamaecyparis)  — це рід вічнозелених однодомних хвойних дерев у родині кипарисові (Cupressaceae). Рід поширений у Японії, Тайвані, на тихоокеанському й атлантичному узбережжях США; рід містить 7 видів, які володіють різними характеристиками та налічує понад 200 сортів. Це гарні з повислими гілками дерева, з перехресносупротивною зверху і лускоподібною знизу дрібною хвоєю, внаслідок чого пагони плоскі і шнуроподібні. Шишки кипарисовика округлі, розкриваються тріщинами, дрібні, не більше одного см.

## Види
| Chamaecyparis Spach — кипари́сик; кипарисовик (Оп).                                                      |
| Chamaecyparis formosensis Matsum. —                                                                     |
| Chamaecyparis lawsoniana (A.Murray) Parl. — кипари́сик Ло́усона; кипари́совик Ла́всона (Оп).                |
| Chamaecyparis obtusa (Siebold & Zucc.) Endl.                                                            |
| Chamaecyparis pisifera (Siebold & Zucc.) Endl. — кипари́сик горохопло́дий; кипарисовик горохоплодий (Оп). |
| Chamaecyparis thyoides (L.) Britton, Sterns & Poggenb.                                                  |

### Кипарисовик горіхоплідний
Кипарисовик горіхоплідний (Chamaecyparis pisifera) — походить з Японії. Це дерево з конусоподібною кроною і гілками, що розходяться горизонтально. Хвоя внизу гілок білоплямиста з білими смужками. Шишки розміром з лісовий горіх. Має ряд декоративних форм: з круглими пагонами і голчастою хвоєю, з довгими, повислими на кінцях гілками, з подовженими хвоїнками, з лускоподібною хвоєю, з білострокатою та світлою хвоєю.
- Кипарисовик туполистий (Chamaecyparis obtusa)

### Кипарисовик Лавсона
Кипарисовик Лавсона (Chamaecyparis lawsoniana) — вічнозелене дерево до 50–60 м заввишки, діаметром 1–1,8 м, з красивою вузькоконусоподібною кроною і темно-зеленими лускоподібними шпильками. Кора зрілого стовбура темно-коричнева, з поздовжніми тріщинами, а в однорічних пагонів — зелена. Шпильки дрібні, темно-зелені зверху, сизі знизу, щільно і в одній площині розміщені на пагонах.
Походить з тихоокеанського району Північної Америки. Росте на висоті 1500 м над рівнем моря. В умовах українського клімату росте добре, але в перші роки повільно. Розмножується в основному насінням. Зимостійкий, лише в суворі зими підмерзають кінчики нездерев'янілих пагонів. Посухостійкий, однак сухість повітря переносить погано. В міських умовах почуває себе добре, до вологи і ґрунтів невибагливий. Дає цінну деревину, стійку проти гниття. Має блакитну форму, відому як кипарисовик Алюма (Chamaecyparis lawsoniana 'Alumii')  — з блакитним кольором хвої.